# 양양 낙산사 의상대와 홍련암
양양 낙산사 의상대와 홍련암(襄陽 洛山寺 義湘臺와 紅蓮庵)은 강원특별자치도 양양군에 소재한 명승 중 한 곳이다. 낙산사의 의상대와 홍련암을 아우르는 명승지로, 대한민국의 명승 제27호로 지정되어있다.

## 개요
「양양 낙산사 의상대와 홍련암」은 송강 정철(1536～1593)의 <관동별곡>에 소개된 관동팔경 가운데 하나로 동해 일출경으로 매우 유명한 곳이다.
671년 의상대사가 창건하였다는 “낙산사”와 낙산사 창건 당시 의상대사가 관음보살을 친견한 해안 암벽 위에 설치하였다는 “의상대”, 의상대사가 홍련 속의 관음보살을 친견하여 설치한 “홍련암” 등 낙산사의 곳곳에 의상대사와 관련한 전설이 전하는 곳이다.
의상대와 홍련암은 바닷가 절벽 위에 위치하고 있으며, 주변에 노송(老松)들이 자리하고 있어 동해안의 아름다운 해안 절경을 한눈에 조망할 수 있으며, 떠오르는 일출 경관으로 유명하여 수많은 관광객이 찾아오는 곳이다.
낙산사 주요 경관 요소이던 낙락장송이 2005년 강원지역의 큰 산불로 소실되어 경관이 크게 훼손되었으나, 의상대 및 홍련암 주변 해안에는 시스택(sea stack)이 발달하여 독특하고 아름다운 해안 경관을 보유하고 있다.
낙산사는 <관동십경>에 옛 모습이 잘 남아있고, <삼국유사>, <동문선>, <동문여지승람> 등의 고문헌에 많은 시인묵객 등의 낙산사 창건 및 중수 기록과 유람기, 경관을 노래한 시문이 다수 전하는 등 역사적 가치가 큰 명승지이다.

## 사진

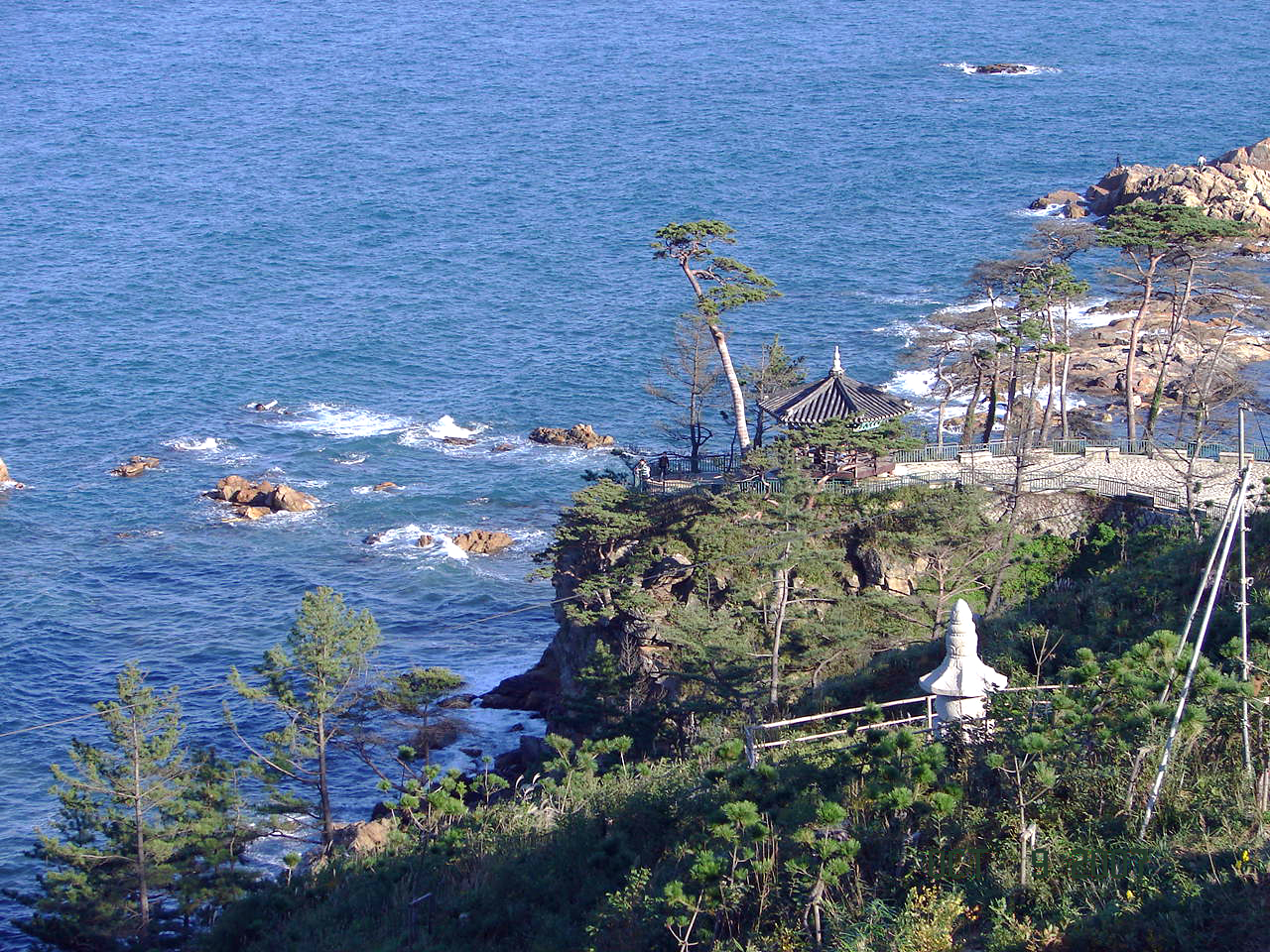
의상대

## 참고 자료
- 양양 낙산사 의상대와 홍련암 - 국가유산청 국가유산포털